# Kibibyte
 Der er for få eller ingen kildehenvisninger i denne artikel, hvilket er et problem. Du kan hjælpe ved at angive troværdige kilder til de påstande, som fremføres i artiklen.

1 KibiByte er 1024 byte. Kibi er et nyt præfiks der betyder 1024, og IEC anbefaler at man bruger kibibyte til at beskrive datamængder som er et multiplum af 1024 byte.